# Fernando VI, niño
Fernando VI, niño es un óleo realizado hacia 1723 por el pintor francés Jean Ranc. Sus dimensiones son de 144 × 116 cm.
La pintura muestra al rey Fernando VI de España a la edad de 10 años en atuendo de corte, ostentando las insignias de la  Orden del Toisón de Oro y de caballero de la Orden del Espíritu Santo, de las que era miembro.
Se expone en el Museo del Prado, Madrid.